# Lady Blunt

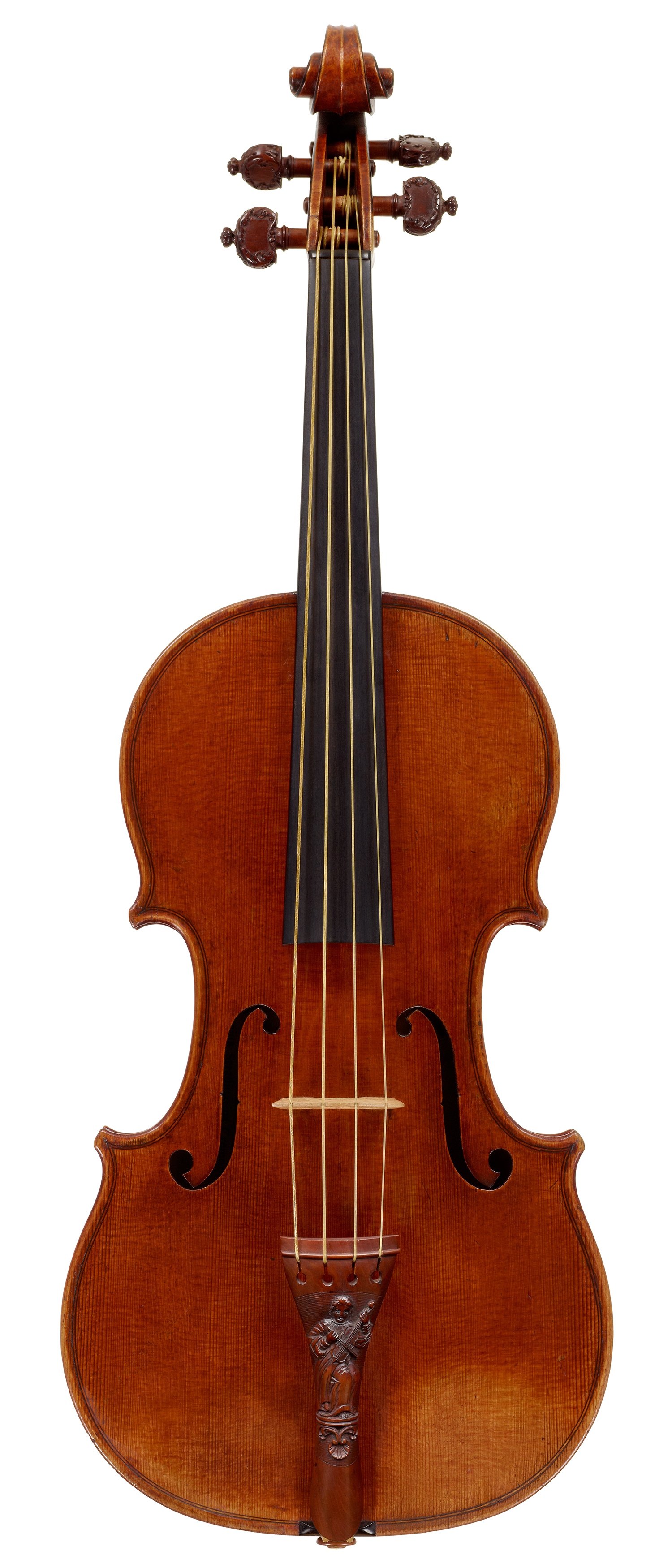
Skrzypce Lady Blunt

Lady Blunt – skrzypce wykonane w 1721 roku przez Antonio Stradivariego. Jeden z dwóch najlepiej zachowanych Stradivariusów na świecie.

## Historia
Nazwa pochodzi od Anne Blunt, baronessy Wentworth i wnuczki Lorda Byrona. Instrument powstał w 1721, jednak przez ponad sto lat nie był używany. W latach 1860–1864 należał do francuskiego lutnika Jeana-Baptiste’a Vuillaume’a, który następnie sprzedał go Annie Blunt. Przez kolejne lata skrzypce znajdowały się w posiadaniu kolekcjonerów, dzięki czemu przetrwały w bardzo dobrym stanie. W 1941 eksperci ocenili, że Lady Blunt jest jednym z dwóch najlepiej zachowanych Stradivariusów na świecie (drugim jest Mesjasz-Salabue). Wirtuoz Pinchas Zukerman jest jednym z nielicznych skrzypków, którzy grali na tym instrumencie przed aukcją z 1971.
W 1971 skrzypce zostały kupione przez Robina Loha na aukcji w Sotheby’s za rekordową (wówczas) sumę 84 000 funtów. W 2008 japońska Nippon Music Foundation odkupiła Lady Blunt od nieznanego właściciela za 10 milionów dolarów. W 2011 instrument sprzedano po raz kolejny, tym razem za prawie 16 milionów dolarów. Pieniądze zostały przeznaczone na pomoc dla ofiar trzęsienia ziemi u wybrzeży Honsiu.